# Adam and Eve
Adam and Eve, amerikansk film från 2005.

## Handling
Adam and Eve handlar om en kille som inte kan få sin flickvän på fall, bokstavligt talat, efter många misslyckade försök att ha sex med henne så ger han upp och går ut och super sig full. Då kommer en tjej fram till honom och börjar förföra honom, nästa dag vaknar Adam upp och inser att han haft sex med en annan tjej än sin flickvän, eller har han haft det?

## Om filmen
Filmen är inspelad i Los Angeles. Den hade världspremiär i USA den 4 november 2005 och har inte haft svensk premiär.

## Rollista (urval)
- Cameron Douglas - Adam
- Emmanuelle Chriqui - Eve
- Lacey Beeman - Mandy
- Jed Bernard - Bartender
- Brianna Brown - Cindy
- George Dzundza - Eves pappa

## Musik i filmen
- Theatre Of Laughter - The Voyces
- Rebby's Song - The Voyces
- Sleepless Nights - Potent